# Väinö Tanner
Väinö Tanner (12. marts 1881 – 19. april 1966) var en pioner og leder af den socialdemokratiske bevægelse i Finland og statsminister fra 1926 til 1927. 
Tanner deltog ikke i den finske borgerkrig. Da krigen sluttede, blev han Finlands ledende socialdemokratiske politiker og en stærk fortaler for det parlamentariske system. Hans vigtigste resultat var at få rehabiliteret det socialdemokratiske parti efter borgerkrigen. 
Väinö Tanner var statsminister (1926-1927), finansminister (1937-1939), udenrigsminister (1939-1940), og efter vinterkrigen handelsminister (1940-1942). Dette sidste træk skyldtes pres fra Sovjetunionen.
Väinö Tanners førte den finske arbejderklasse væk fra de revolutionære idealer i retning af pragmatiske fremskridt gennem den demokratiske proces. Under hans ledelse blev socialdemokraterne betroet at danne en mindretalsregering mindre end 10 år efter den blodige borgerkrig. Under præsident Relanders korte sygdom var Tanner endda fungerende præsident og hærens øverstkommanderende. I denne rolle modtog han endogså Den hvide Gardes parade i anledning af 10 års dagen for de hvides sejr. Dette blev følt som en bemærkelsesværdig udvikling i tiden. I 1930'erne indgik socialdemokraterne i adskillige koalitionsregeringer sammen med agrarpartiet. Under vinterkrigen var Tanner udenrigsminister. 
Väinö Tanners lederskab havde stor betydning for at skabe grundlaget for og selve ånden fra Vinterkrigen, som samlede nationen.
For at tilfredsstille Sovjetunionen, da fortsættelseskrigen sluttede, blev Väinö Tanner stillet for retten tiltalt for at være ansvarlig for krigen i februar 1946 og dømt til 5½ års fængsel.. Han blev løsladt i 1949. 
Efter fortsættelseskrigen og mens han stadig sad i fængsel, blev Tanner den faktiske leder af en fraktion af det socialdemokratiske parti, som fik stærk støtte fra USA. Denne fraktion vandt den interne magtkamp i partiet efter en strid, som varede i store dele af 1940'erne.   